# Маша Илиева
Мария Илиева, известна като Маша Илиева, е българска прима балерина, хореограф и педагог.
Тя е сред най-ярките имена в съвременния български балет. Като примабалерина на Софийската опера е танцувала всички главни роли в „Лебедово езеро“, „Жизел“, „Лешникотрошачката“, „Дон Кихот“ и много други. Магистър е по балетна режисура и доктор по детска балетна педагогика.

## Биография
Маша Илиева е родена на 11 септември 1963 г. в София. Майка ѝ е родена в Санкт Петербург и като дете танцува и участва в театрални спектакли. Голямата ѝ мечта е нейното момиченце да стане балерина . Още от малка Маша Илиева посещава спектаклите на Международния балетен конкурс във Варна и тези на операта в София.
Започва да се занимава с балет от 8-годишна . На 10 години е приета в Държавното хореографско училище, София в класа на прима-балерината Цвета Джумалиева . Следващата година Маша е изпратена като особено талантливо дете да продължи образованието си в световноизвестната Академия „Ваганов“ в Ленинград), където в продължение на 7 години, от 1974 до 1981 г., учи в класа на известната руска балерина и педагожка Фея Балабина. Други нейни педагози там са не по-малко известните Мария Боярчикова, Людмила Белская, Ирина Трофимова и др.
След завършване на образованието си е приета в кордебалета на софийската Национална опера и балет. Още от първия сезон ѝ е поверена солова изява в балета „Дон Кихот“. През следващите години танцува солà във всички балети от репертоара на Операта. Печели конкурси: национална среща на младите таланти в Добрич (1985) и международен балетен конкурс във Варна (1986). Следва първата главна роля – на Маша от балета „Лешникотрошачката“, където е избрана лично от Юрий Григорович (тогавашен директор на Болшой балет) за премиерния спектакъл.

## Активна кариера
От 1990 година Маша Илиева е назначена за прима-балерина. Оценена е от публиката и критиката като балерина с изрядна техника и особено силно артистично присъствие. Създава по свой начин образите на Одета – Одилия, Жизел, Силфида, с което допринася за осъвременяването на тези роли. Най-добрите ѝ роли са Жизел, Китри (в „Дон Кихот“) и мадам Ортанз (в „Зорба гърка“).
От 1994 до 1998 г. учи хореография и педагогика в софийската Държавна музикална академия . През 1995 година започва работа в Дом на културата „Средец“, където ръководи балетна школа, наречена по-късно на нея Балетна школа „М. Илиева“. От 1999 година е преподавател в НМА „П. Владигеров“ в специалност „Балетна режисура и педагогика“.
През 2000 година регистрира трупата „Младият балет на България“, с която осъществява няколко турнета в страната и участие във фестивала „Охридско лято“ в Македония. Със същото име е и Сдружението с нестопанска цел, чрез което се подпомага дейността на талантливи хора в областта на танцовото и оперно изкуство.
В периода 2001 – 2003 г. е художествен ръководител на Националния балет в София. В този период българският балет за първи път се среща с творчеството на Баланчин, поставя се оригиналната постановка на „Силфида“, дава се възможност на млади хореографи да творят на професионална сцена.
През 2007 година защитава дисертация на тема „Аспекти на практическото обучение по балет на деца от 3 до 7 години“ и получава научна степен „доктор“. От 2008 година е преподавател в НМА „П. Владигеров“ в специалност „Класическо пеене“. През 2010 година защитава званието „доцент“.
Маша Илиева е работила с много наши и чужди хореографи. Някои от тях са: Пиер Лакот, Юрий Григорович, Дина Бьорн, Жан Гран-Метр, Марио Пиаца, Фреди Францути, Петър Луканов, Донвена Пандурски и други. Паралелно със сценичната си дейност тя се изявява успешно като балетен педагог. Нейни ученици печелят престижни награди в Люксембург, Варна, Добрич. Балетната прима разбунва духовете в Националната опера, след като преди няколко години се появява на корицата на мъжкото еротично списание „Плейбой“, в резултат на което договорът ѝ на директор на националния балет не е подновен

Работи като репетитор в Софийската опера и балет, където през ноември 2014 година е режисьор-постановчик на суперпродукцията „Спящата красавица“ .

### По-важни изяви
- 1985 г., Москва: балетно съревнование – диплом
- 1985 г., Добрич: балетно съревнование – втора награда
- 1986 г., Международен балетен конкурс, Варна: балетно съревнование – трета награда, бронзов медал
- 1989 г., Варна: „Па-дьо-дьо“ (Кранко)
- 1992 г., Варна: „Жизел“, с Наталия Маркова

### Професионален опит
- 2001 – 2003 г.: художествен директор на Националния балет в Националната опера, София
- От 1986 г.: прима-балерина на Националния балет
- От 1981 г.: балерина в Националния балет

### Преподавателски опит
- от 2000 г.: в Държавната музикална академия, София
- от 2000 г.: в Американския колеж в София
- от 1995 г.: в собствено частно училище с над 60 редовни ученици годишно с годишни семинари и симпозиуми
- 1993 – 2000 г.: в Националното училище за танцово изкуство, София

### Хореографски опит
- 1998 г.: Лешникотрошачката
- 1999 г.: Куклената фея
- 2000 г.: Миниатюри – Пиацола
- 2004 г.: Цветята на Ида

## Награди за нейни ученици
- 2-ра награда, Национална среща на младите таланти „А. Петров“ за А. Неделчева, Добрич, 1995
- 2-ра награда, Национална среща на младите таланти за А. Неделчева, София, 1997
- 2-ра награда, Национална среща на младите таланти „А. Петров“ за Яна Василева, София, 1999
- Голямата награда, Национална среща на младите таланти „А. Петров“ за А. Неделчева, София, 1999
- Специална награда за артистичност, Национална среща на младите таланти „А. Петров“ за М. Ковачева, София, 1999
- 3-та награда, бронзов медал и специална награда „Силвия“ за Искра Стоянова, Международен балетен конкурс, Варна, 2000

## ТВ и филмови продукции
- „Телевизия и балет“, 1993 – 95 – 27 серии, посветени на историята на българския балет, реж. Йордан Джумалиев, БНТ
- „По вълните на музиката“, 2003 – 3 серии, посветени на изкуството балет, реж. Константин Младенов, БНТ
- „Пахита“, 1996 – филм-концерт, реж. Петър Бакалов, БНТ
- „Морето“, музика Дебюси, 1995 – миниатюра, реж. Стилиян Иванов, БНТ
- „Жизел“, 1995 – филм-балет, реж. Йордан Джумалиев, БНТ
- „Уловени мигове“, 1994 – творчески портрет, Йордан Джумалиев, БНТ
- „Утре в 10“, 1983 – мюзикъл, реж. Стефан Мушатов, БНТ

## Турнета в чужбина
Именитата прима-балерина на Националния балет има много и успешни участия в турнета в чужбина, където прекрасно представя българската балетна школа: в Германия, Италия, Швейцария, Франция, Испания, Гърция, Египет, Тайван, Кипър, Австрия, Нидерландия, Белгия, Португалия и пр.